# Survivalrun

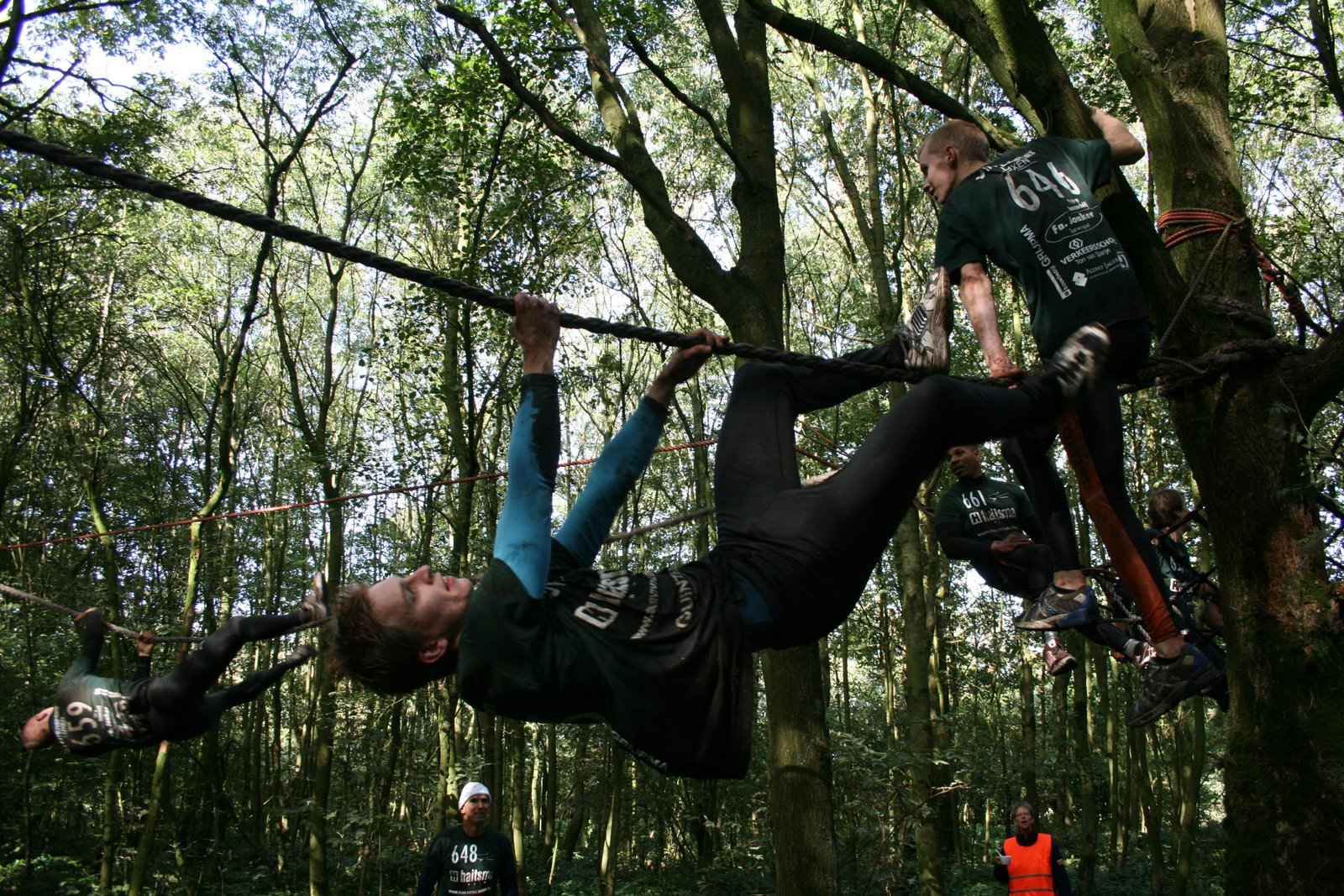
Hindernis "apenhang" tijdens Survivalrun Leeuwarden (2009)

Survivalrun is een sport waarbij deelnemers een parcours met hindernissen moeten afleggen. De sport lijkt veel op een obstakelloop met zwaardere hindernissen, zoals deze bestaan in bijvoorbeeld de Verenigde Staten en Engeland.

## Geschiedenis
In Nederland is de survivalrun ontstaan in Beltrum in 1988. In de jaren daarna ontstonden er meer survivalrunverenigingen en jaarlijkse survivalruns op diverse plaatsen in de Achterhoek. Anno 2023 waren er over heel Nederland en België verspreid ongeveer honderd survivalrunverenigingen aangesloten bij de Survivalrun Bond Nederland (SBN).

## Wedstrijden
Een survivalrun is een wedstrijd waarbij deelnemers een hardloopparcours variërend van 5 tot 25 kilometer afleggen en onderweg de 30 tot 75 hindernissen passeren. Hierbij kan een bepaald aantal punten worden verdiend, afhankelijk van de tijd die een deelnemer doet over de wedstrijd ten opzichte van de snelste loper. De snelste met polsband gefinishte atleet in een wedstrijdklasse verdient per survivalrun 1000 punten. De daaropvolgende deelnemers krijgen vervolgens ieder 1000 punten min het aantal seconden dat de deelnemer later dan de beste deelnemer binnenkomt, gedeeld door dertig. Een halve minuut later levert dus 1 minpunt op.
Wanneer een deelnemer niet alle hindernissen haalt, wordt het bandje doorgeknipt en krijgt de deelnemer straftijd en/of komt onder de lijst met mensen die de wedstrijd wel met bandje hebben gehaald te staan. Hierdoor krijgt deze deelnemer minder punten in het klassement. Wel mag een deelnemer een hindernis zo vaak proberen als hij/zij dat wil.
De Survivalrun wedstrijden worden gedurende het hele jaar georganiseerd. Hierdoor variëren de weersomstandigheden tijdens survivalruns erg. Hierdoor is naast de hindernissen ook het weer een uitdaging tijdens de sport.

### Wedstrijdcategorieën
Survivalrun kent 5 wedstrijdcategorieën, elk met een vaste afstand en kleur shirt:
1. JSR: Jeugdsurvivalrun, 4-9 km; Groen, Oranje of Geel T-Shirt
2. BSR: Basissurvivalrun 6-9 km; Legergroen T-shirt
3. KSR: Korte Survivalrun 6-9 km: Koningsblauw T-Shirt
4. MSR: Middellange Survivalrun 9-15 km: Rood T-shirt
5. LSR: Lange survivalrun 15-25 km: Zwart T-Shirt

Voor alle wedstrijdcategorieën worden klassementen bijgehouden.
Alle wedstrijdcategorieën zijn opgedeeld in subcategorieën, op basis van geslacht en leeftijd. Deelnemers onder de 15 jaar mogen niet over balken hoger dan 4 meter. Voor de BSR heb je geen wedstrijdlicentie nodig. Bij de overige wedstrijdcategorieën wel. De T-shirts ontvangt de deelnemer op de locatie van de wedstrijd. Dit T-shirt is voorzien van een startnummer en de sponsoren. Na afloop mag de deelnemer dit T-shirt houden. 
Naast alle wedstrijdcategorieën zijn er ook recreatieve categorieën, met een variërende afstand en kleur shirt. Alle wedstrijdcategorieën worden individueel gelopen. Binnen de recreatieve categorieën zijn er ook koppelruns. Daarbij loop je de hele Survivalrun samen als duo en mag je elkaar vanuit de hindernis helpen.

### Hindernissen
Hindernissen die men in een survivalrun tegenkomt kunnen natuurlijke hindernissen zoals een sloot zijn, of door mensen gemaakte hindernissen. Veel hindernissen in een survivalrun vereisen beheersing van een techniek, in tegenstelling tot hindernissen in een obstakelloop. Enkele typische survivalhindernissen zijn:
- Swing-over: verticaal omhoog in een touw klimmen en over een balk of touw heen gaan.
- Apenhang: hangend onder een horizontaal gespannen touw een bepaalde afstand overbruggen.[4]
- Cat-crawl: over een horizontaal gespannen touw heen schuiven.
- Tarzan-swing: horizontaal voortbewegen langs verticaal hangende touwen.
- Spaanse ruiter: over een schuine paal omhoog gaan.
- Net: onder of boven een net door klimmen.
- Triangels/ringen: triangels of ringen die op een bepaalde afstand hangen, horizontaal een stuk hangend overbruggen.
- Postmanwalk: horizontaal lopend op een touw, met in je handen een slap hangend touw.
- Enteren: met alleen de handen hangend aan een touw, stang of balk een horizontale afstand overbruggen.
- Variatie swing-over: in plaats van een touw waarmee je omhoog klimt heb je bijvoorbeeld een steigerbuis of een dik touw en daarna ga je nog over de balk of het touw.
- lianen: horizontaal verplaatsen in hangende touwen waar je een voetklem in doet.

### Voetklemtechniek
Een van de belangrijkste basistechnieken in survivalrun is de schippersslag, oftewel de voetklemtechniek. Deze techniek stelt de beoefenaar in staat om in een verticaal hangend touw omhoog te klimmen.

### Klassementen
Er bestaan enkele klassementen: Jeugd Survivalrun (JSR; voorheen Jeugd Survival Circuit) in de leeftijdsklassen 10-11 jaar, 12-14 jaar en 15-17 jaar, Basis Survivalrun (BSR), Korte Survivalrun (KSR; voorheen Basis Survival Circuit), Middellange Survivalrun (MSR; voorheen Runner Up Circuit) en Lange Survivalrun (LSR; voorheen Top Survival Circuit). De klassementen verschillen in lengte van parcours, het aantal en het type hindernissen. Binnen een klassement kunnen deelnemers punten verdienen per wedstrijd, om zo een bepaalde positie te verkrijgen. Als voorwaarde geldt dat men aan meer dan de helft van de jaarlijks georganiseerde wedstrijden meedoet.

## Uitrusting

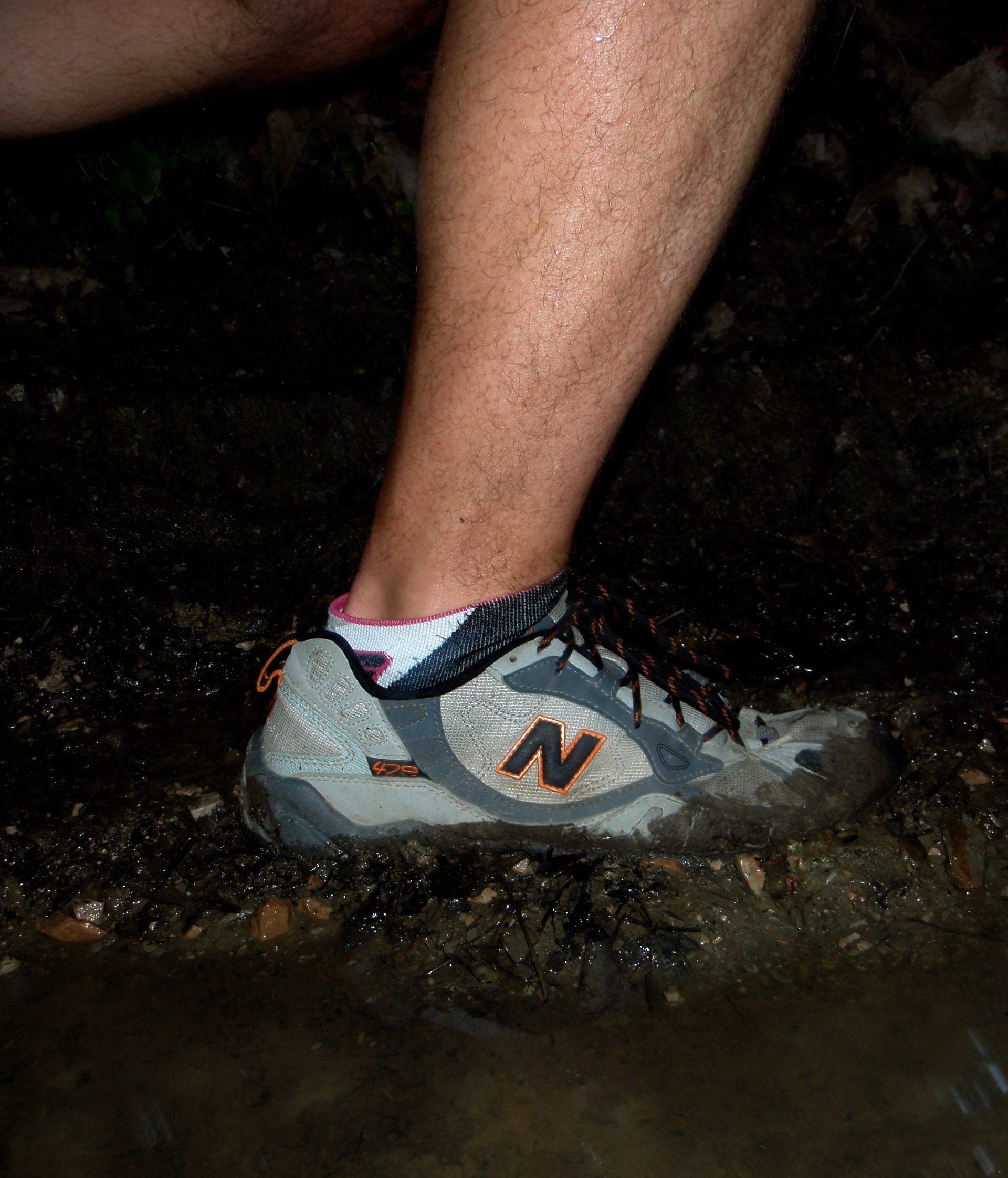
Trailrunningschoenen presteren beter op zachtere ondergronden zoals modder en gras dan traditionele hardloopschoenen

Vaak worden trailschoenen gedragen, omdat deze ten opzichte van reguliere hardloopschoenen een betere grip bieden in de modder, in het gras en in de touwen. Daarnaast wordt een strakke en flexibele broek gedragen, een zogenaamde "tight", bij lage temperaturen een thermo, of anders een T-shirt.

## Survivalrun Bond Nederland
In 2016 trad de SBN als aspirant-lid toe tot het NOC*NSF. In 2018 werd de SBN volwaardig lid van NOC*NSF, met olympisch kampioen Mark Huizinga als directeur. Op 1 januari 2024 heeft Jochem Schutten de rol van directeur overgenomen.

## Ultra Survivalrun
Door RTV-Oost werd in 2007 en in 2016 een Ultra survivalrun georganiseerd, bestaande uit acht etappes in diverse plaatsen in Overijssel. In deze wedstrijd strijden deelnemers in teams om het parcours met hindernissen af te leggen. In een programmaserie werden de acht etappes uitgezonden.